# 上ゲ駅
上ゲ駅（あゲえき）は、愛知県知多郡武豊町字下門にある名鉄河和線の駅。駅番号はKC15。

## 歴史

### 年表
- 1932年（昭和7年）7月1日 - 知多鉄道の駅として開業。
- 1943年（昭和18年）2月1日 - 知多鉄道が名古屋鉄道に合併。
- 1949年（昭和24年）10月1日 - 無人化[1]。
- 日付不明 - 有人化[1]（名鉄産業の上ゲ代行駅[2]）。
- 1970年（昭和45年）8月16日 - 無人化[1][3]。
- 1980年（昭和55年） - ホーム有効長を6両に延長[4]。
- 2007年（平成19年）3月14日 - トランパス導入。
- 2011年（平成23年）2月11日 - ICカード乗車券「manaca」供用開始。
- 2012年（平成24年）2月29日 - トランパス供用終了。
- 2024年（令和6年）3月16日 - ダイヤ改正に伴い、快速急行、急行、準急の停車駅となる[5]。

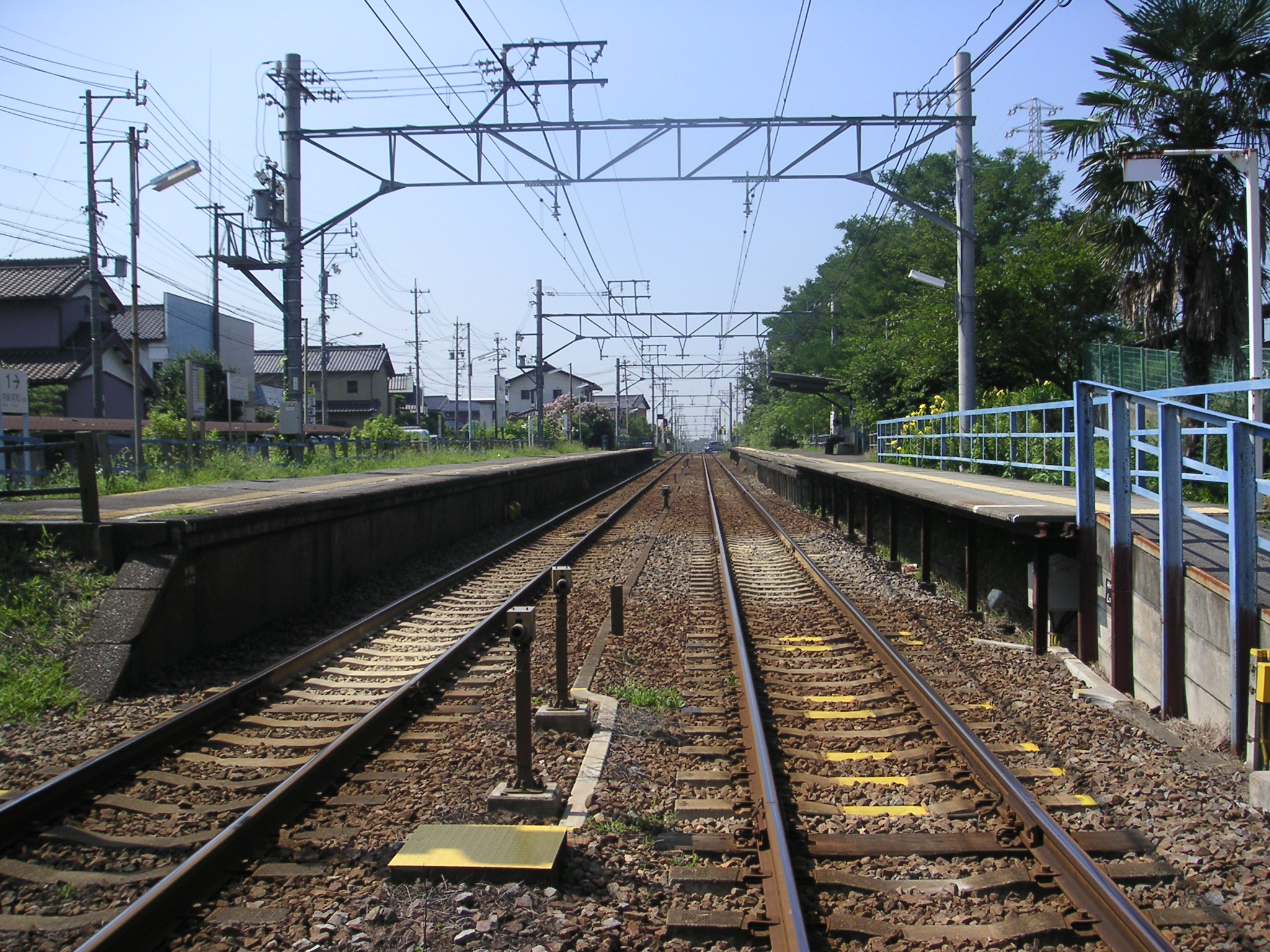
駅集中管理システム導入前の上ゲ駅。ホームのみで駅舎はない（2006年）。

### 駅名の由来
駅東側の字上ケ（あげ）から取られているが、その由来は諸説ある。下記にその例を挙げる。
- 上ケ付近はかつて存在した長尾城西方の城内居住区画に当たり、ここに住んでいた農民が『城（本丸）を見上げる地』と尊称していたことに由来する[6]。
- 長尾村の氏神である武雄（たけお）神社が地内にあることを示し、かつそれを尊び奉るために地名に尊称として『上』を冠した[7]。

## 駅構造
6両までに対応した2面2線の相対式ホームを有する無人駅である。2007年（平成19年）3月14日に駅集中管理システムが導入され、それぞれのホームに駅舎が設けられた。

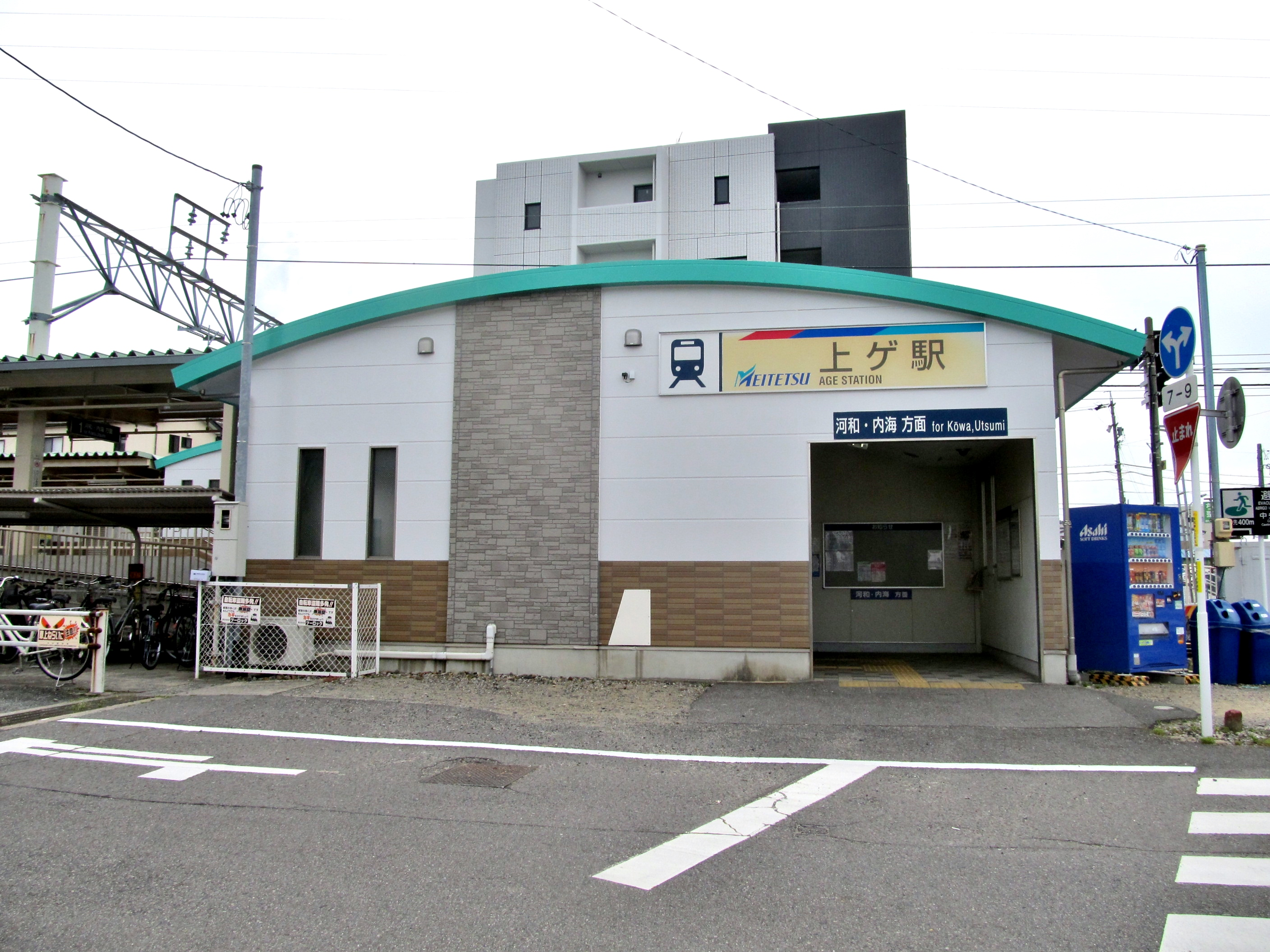
河和方面の駅舎
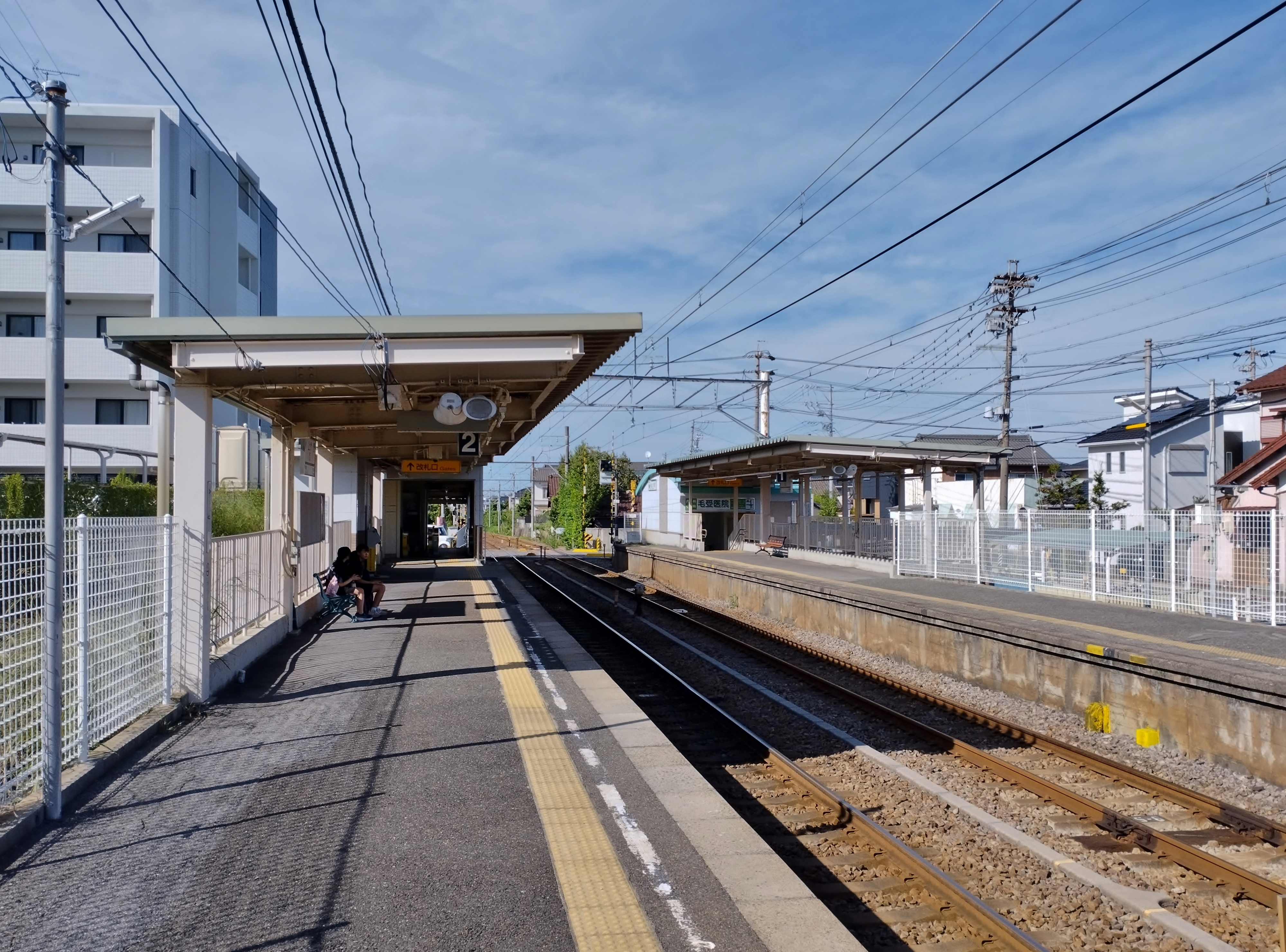
ホーム
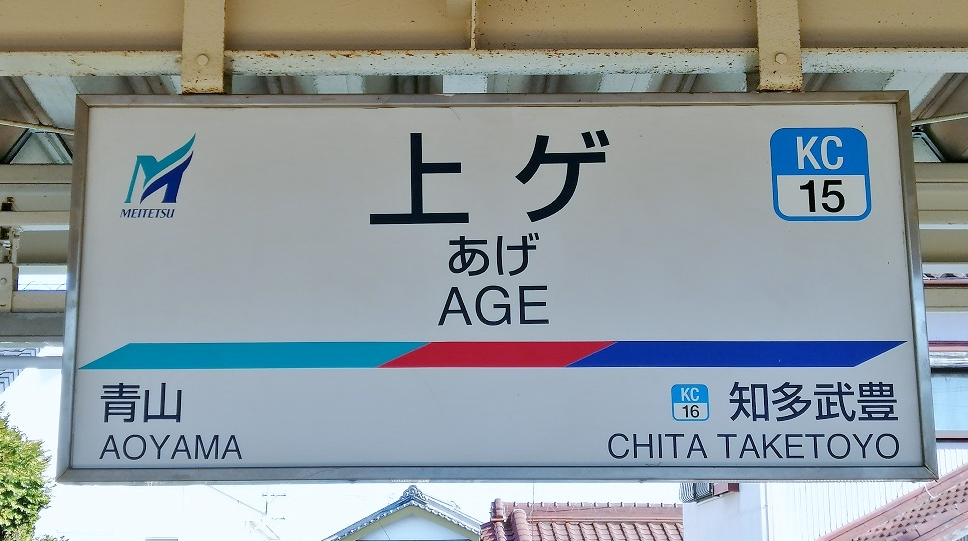
駅名標

### のりば
| 番線 | 路線      | 方向 | 行先                         |
| ---- | --------- | ---- | ---------------------------- |
| 1    | KC 河和線 | 下り | 河和・内海方面               |
| 2    | KC 河和線 | 上り | 太田川・金山・名鉄名古屋方面 |

### 配線図
| ← 太田川・ 名古屋方面 | 上ゲ駅 構内配線略図 | → 河和・ 内海方面 |
| 凡例 出典:            |                     |                   |

## ダイヤ
2023年（令和5年）ダイヤ変更で普通の殆どが知多半田駅以北のみ運行となった為、急行及び快速急行の約9割が知多半田以南で普通へ種別変更する形で当駅に停車していた。なお、知多半田以南の急行通過駅は当駅のみであった。2024年（令和6年）3月16日付のダイヤ改正より快速急行停車駅となったため、この種別変更は解消された。また、快速急行停車駅となったが同線内の成岩駅と同じく、特急の特別停車は終日行われない。

## 利用状況
- 「移動等円滑化取組報告書」によれば、2024年度の1日平均乗降人員は1201人である[11]
- 『名鉄120年：近20年のあゆみ』によると2013年度当時の1日平均乗降人員は583人であり、この値は名鉄全駅（275駅）中254位、河和線・知多新線（24駅）中21位であった[12]。
- 『名古屋鉄道百年史』によると1992年度当時の1日平均乗降人員は523人であり、この値は岐阜市内線均一運賃区間内各駅（岐阜市内線・田神線・美濃町線徹明町駅 - 琴塚駅間）を除く名鉄全駅（342駅）中274位、河和線・知多新線（26駅）中22位であった[13]。
- 『愛知県統計年鑑』によると1日の平均乗車人員は2007年度228人、2008年度235人である。

近年の1日平均乗降人員の推移は以下の通り。
| 年度 | 一日平均 乗降人員 | 出典                          |
| ---- | ----------------- | ----------------------------- |
| 1992 | 523               | 『名古屋鉄道百年史』          |
| …    |                   |                               |
| 2013 | 583               | 『名鉄120年：近20年のあゆみ』 |
| …    |                   |                               |
| 2019 | 985               | 移動等円滑化取組報告書        |
| 2020 | 793               | 移動等円滑化取組報告書        |
| 2021 | 824               | 移動等円滑化取組報告書        |
| 2022 | 889               | 移動等円滑化取組報告書        |
| 2023 | 989               | 移動等円滑化取組報告書        |
| 2024 | 1,201             | 移動等円滑化取組報告書        |

一時期河和線で最少の利用者数となったことがあるが、近年の利用者の増加や河和口駅の利用者減少に伴い順位が繰り上がっている。知多新線の駅を含めると、美浜緑苑駅よりは多い。

## 駅周辺
- 武雄神社
- 国道247号（師崎街道）
- 武豊町歴史民俗資料館
- 武豊町立図書館
- 武豊町中央公民館
- アオキスーパー 武豊店
- 名古屋銀行 武豊支店

## 隣の駅
名古屋鉄道
KC 河和線
■特急
通過
□快速急行・■急行・■準急・■普通
青山駅 (KC14) - 上ゲ駅 (KC15) - 知多武豊駅 (KC16)
- かつて青山駅 - 当駅間には複線化の過程で蛇渕信号所が一時期存在した（1962年廃止）。